# Újlengyel, Pesta
Újlengyel  este un sat în districtul Dabas, județul Pesta, Ungaria, având o populație de 1.685 de locuitori (2011). 

## Demografie
Componența etnică a satului Újlengyel
     Maghiari (97,56%)
     Germani (1,38%)
     Necunoscut (0,66%)
     Alții (0,4%)
Componența confesională a satului Újlengyel
     Romano-catolici (62,2%)
     Reformați (6,11%)
     Fără religie (4,69%)
     Luterani (2,37%)
     Necunoscută (23,56%)
     Alte religii (1,96%)
Conform recensământului din 2011, satul Újlengyel avea 1.685 de locuitori. Din punct de vedere etnic, majoritatea locuitorilor (97,56%) erau maghiari, cu o minoritate de germani (1,38%). Apartenența etnică nu este cunoscută în cazul a 0,66% din locuitori.  Din punct de vedere confesional, majoritatea locuitorilor (62,2%) erau romano-catolici, existând și minorități de reformați (6,11%), persoane fără religie (4,69%) și luterani (2,37%). Pentru 23,56% din locuitori nu este cunoscută apartenența confesională.